# Sabará
Sabará, amtlich portugiesisch Município de Sabará, ist eine Stadt im brasilianischen Bundesstaat Minas Gerais und gehört zur Metropolregion Belo Horizonte (Região Metropolitana de Belo Horizonte). Sabará hatte laut Volkszählung im Jahr 2010 etwa 126.000 Einwohner.
Sabará hatte nach Schätzungen des IBGE zum 1. Juli 2018 135.421 Einwohner. Es besteht aus den Bezirken Carvalho de Brito, Ravenna und Mestre Caetano, neben dem Bezirk Sede (Sitz des Munizips).

## Toponymie
Die Namensherkunft wird von Historikern unterschiedlich erklärt, eine davon besagt, "Sabará" ist die Abkürzung des Begriffs Tupi tesáberabusu, was "große helle Augen" bedeutet (tesá, Auge + berab, brillant + usu, grande), in Bezug auf die Goldnuggets, die in der Region gefunden wurden.